# Radames Pera
Radames Pera (* 14. September 1960 in New York City, New York) ist ein US-amerikanischer Schauspieler. Radames Pera zählte zu den bekanntesten Kinderstars in den USA.

## Leben und Karriere
Peras Eltern sind der Maler Eugene R. Pera und die Schauspielerin Lisa Pera. Seinen Durchbruch als Schauspieler hatte er im Alter von neun Jahren in dem Film Matzoukas, der Grieche (A Dream of Kings), in dem er Anthony Quinns Sohn Stavros spielte. Eine seiner bekanntesten Rollen ist die des Kindermönchs Kwai Chang Caine in der US-Serie Kung Fu.
Nach Beendigung seiner Rolle in Unsere kleine Farm (Little House on the Prairie) zog Pera nach New York und studierte dort Drama. Zwar kehrte er später nach Hollywood zurück, gab die Schauspielerei aber nach seiner Rolle in Die rote Flut (1984) mit Charlie Sheen, Patrick Swayze und Lea Thompson und Der Mann vom anderen Stern (1987) auf, nachdem er zuvor in einer Episode der Fernsehserie Mike Hammer einen Neonazi verkörpert hatte. 2010 spielte er in dem Drama Mojo Tango noch einmal eine Rolle.
Ende Februar 1984 heiratete Pera Marsha Mann. Das Paar gab sich das Jawort in einem Flugzeug und machte unmittelbar nach der Zeremonie seinen ersten Fallschirmsprung. Pera hat seit mehr als zwanzig Jahren seine eigene Firma, die Heimkinos und Soundsysteme installiert. Prominente Kunden sind unter anderem Nicolas Cage, Johnny Depp und Sharon Stone.

## Filmografie (Auswahl)
- 1969: Matzoukas, der Grieche (A Dream of Kings)
- 1971: Lieber Onkel Bill (Family Affair, Fernsehserie)
- 1971: Dan Oakland (Fernsehserie)
- 1972: Die Waltons (Familienserie; Folge: The Ceremony)
- 1972: Lassie (Fernsehserie, 2 Folgen)
- 1973: Hawaii Fünf-Null (Fernsehserie; Folge: The Listener)
- 1972/1973: Dr. med. Marcus Welby (Marcus Welby, M.D.; Fernsehserie, 2 Folgen)
- 1972–1975: Kung Fu (Fernsehserie; 47 Folgen)
- 1975: Der Sechs-Millionen-Dollar-Mann (The Six Million Dollar Man; Fernsehserie, 1 Folge)
- 1975–1977: Unsere kleine Farm (Little House on the Prairie; Familienserie, 8 Folgen)
- 1978: Projekt UFO (Fernsehserie, 1 Folge)
- 1979: The Next Step Beyond (Fernsehserie, 1 Folge)
- 1981: There Like a Whale (Fernsehfilm)
- 1984: Operation: Maskerade (Masquerade; Fernsehserie, Folge: Der Überläufer)
- 1984: Die rote Flut (Red Dawn)
- 1986: Mike Hammer (Mickey Spillane’s Mike Hammer,  Fernsehserie; Folge: Sex für den Staatsanwalt)
- 1987: Der Mann vom anderen Stern (Starman; Fernsehserie, Folge: Barriers)
- 2010: Mojo Tango